# Objaw Vossa
Objaw Vossa – polega na braku szmeru naczyniowego w trakcie osłuchiwania na szyi żyły szyjnej wewnętrznej podczas jej delikatnego ucisku stetoskopem. Objaw ten jest stwierdzany w trakcie zakrzepowego zapalenia zatoki esowatej i świadczy o wytworzeniu zakrzepu zamykającego w zatoce esowatej, przez co krążenie w żyle szyjnej wewnętrznej jest upośledzone. Został opisany przez niemieckiego otolaryngologa Otto Vossa.

Przeczytaj ostrzeżenie dotyczące informacji medycznych i pokrewnych zamieszczonych w Wikipedii.